# 皮利普·奧爾利克憲法

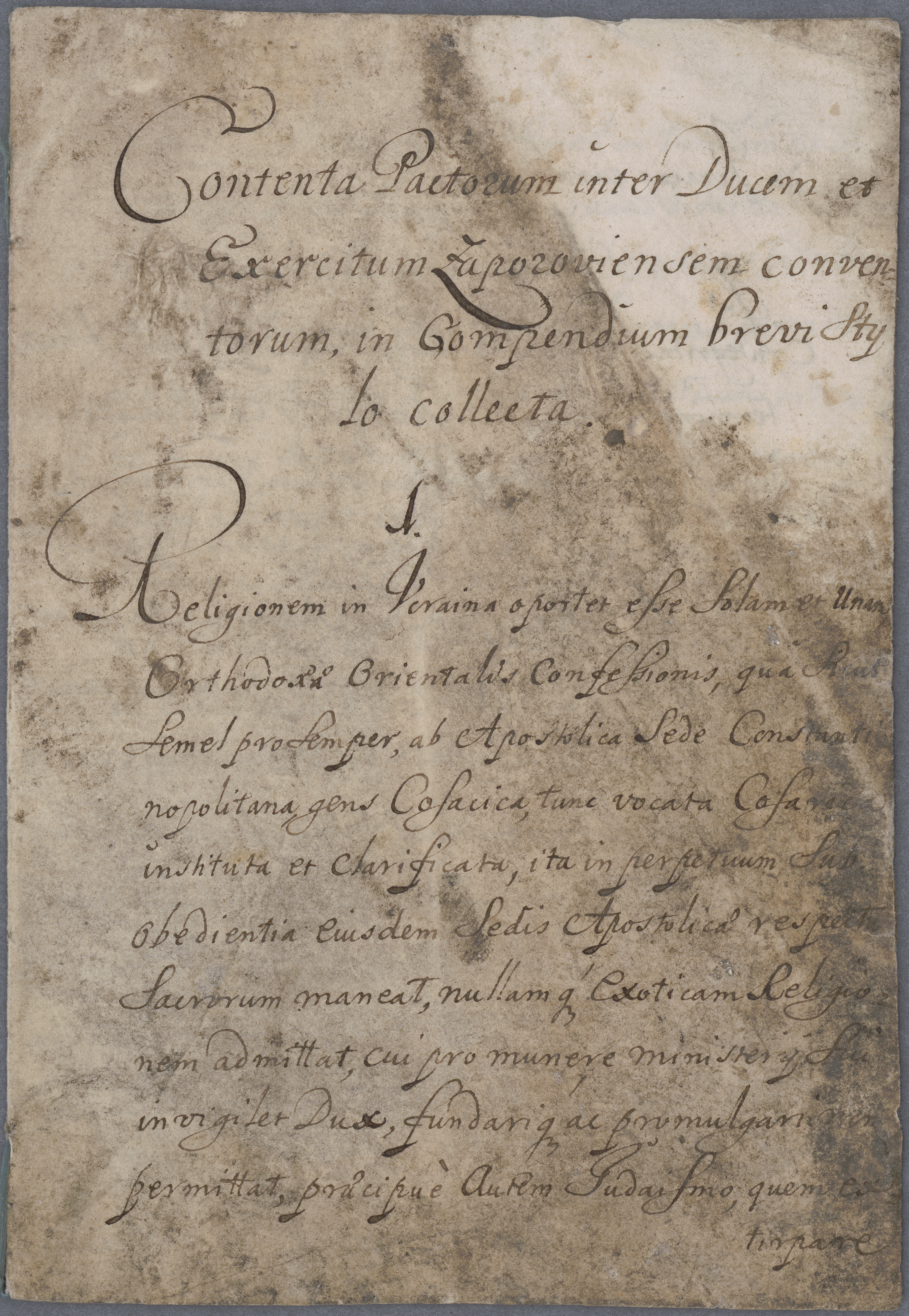
《皮利普·俄尔里克宪法》第一页（拉丁文版，藏于瑞典国家档案馆）。

《皮利普·奧爾利克憲法》（羅馬化：Konstytutsiia Pylypa Orlyka），正式名称为《关于扎波罗热军队权利和自由的条约和决议》 （Договори і Постановлення Прав і вольностей Війська Запорозького），或称《共识与条件》，是1710年4月5日由皮利普·奧爾利克等人与扎波罗热军队中的哥薩克人一同在賓傑里城撰写的憲制性文件。
乌克兰国家通讯社刊登的一则新闻中提到，早在孟德斯鸠《论法的精神》出版以前，《皮利普·奧爾利克憲法》就确立了立法、司法和行政部门之间三权分立的原则。这部宪法限制了哥萨克首领的行政权力，并建立了一个由民主选举产生的哥萨克议会，称为“总委员会”2021年8月24日，在乌克兰独立30周年的“乌克兰历史剪影”活动上，旁白提及《皮利普·奧尔利克宪法》时将其称为“世界上第一部建立国家制度基础的宪法”。据一些乌克兰历史学家的说法，《皮利普·奧尔利克宪法》是世界上第一部成文宪法。
研究人员于2008年在俄罗斯古代文献档案馆中发现了有俄奧尔利克本人签字的乌克兰语宪法原件。宪法的拉丁语原件藏于瑞典国家档案馆，2021年乌克兰独立30周年时于乌克兰临时展出。

## 背景

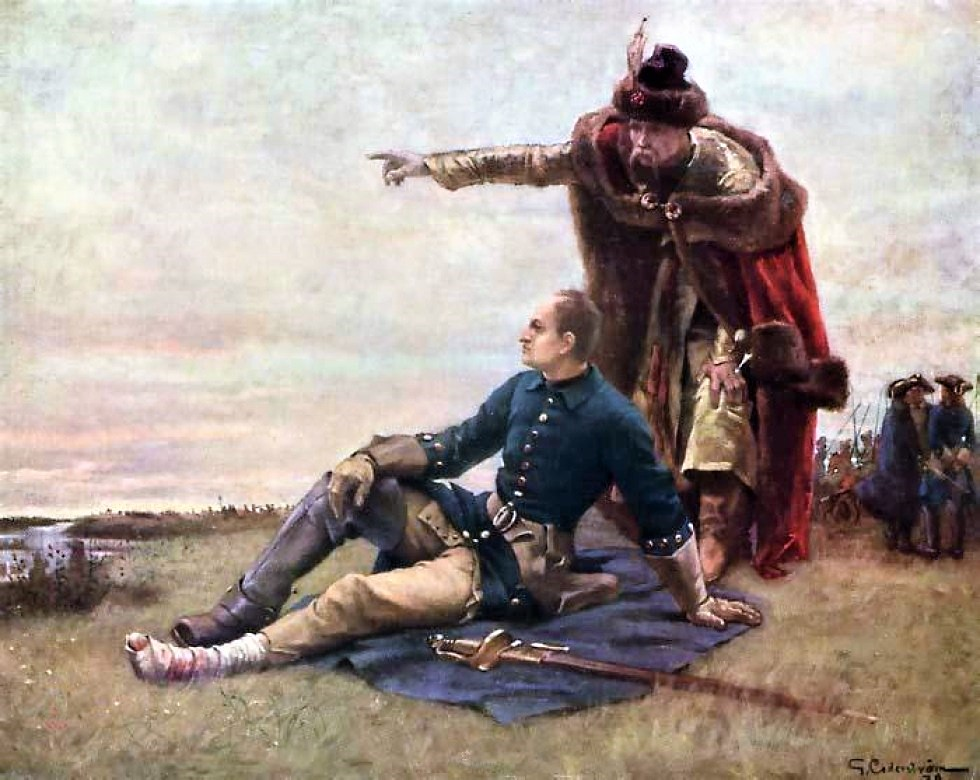
查理十二世和马泽帕在第聂伯河

波尔塔瓦战役中，俄国彼得大帝击败了瑞典查理十二世和哥萨克酋长伊万·马泽帕的军队，皮利普·俄尔里克选择留在马泽帕身边，两人率领哥萨克军队撤退至宾杰里城，扎波罗热哥萨克军队也在这一地区定居。
伊万·马泽帕死后的1710年4月5日，皮利普·俄尔里克当选为札波羅結哥薩克的首领。同日，他颁布了《关于扎波罗热军队权利和自由的条约和决议》，即《皮利普·俄尔里克宪法》。

## 内容
宪法涉及多方面内容，包括宗教、领土与边界、与克里米亚汗國的关系、关于札波羅結哥薩克的具体问题、国家行政管理和议会制度、司法、军事、财政、保护农民、保护寡妇和孤儿、市政自治、首都基輔的具体事项以及限制承租人和税吏的权力等。

## 纪念

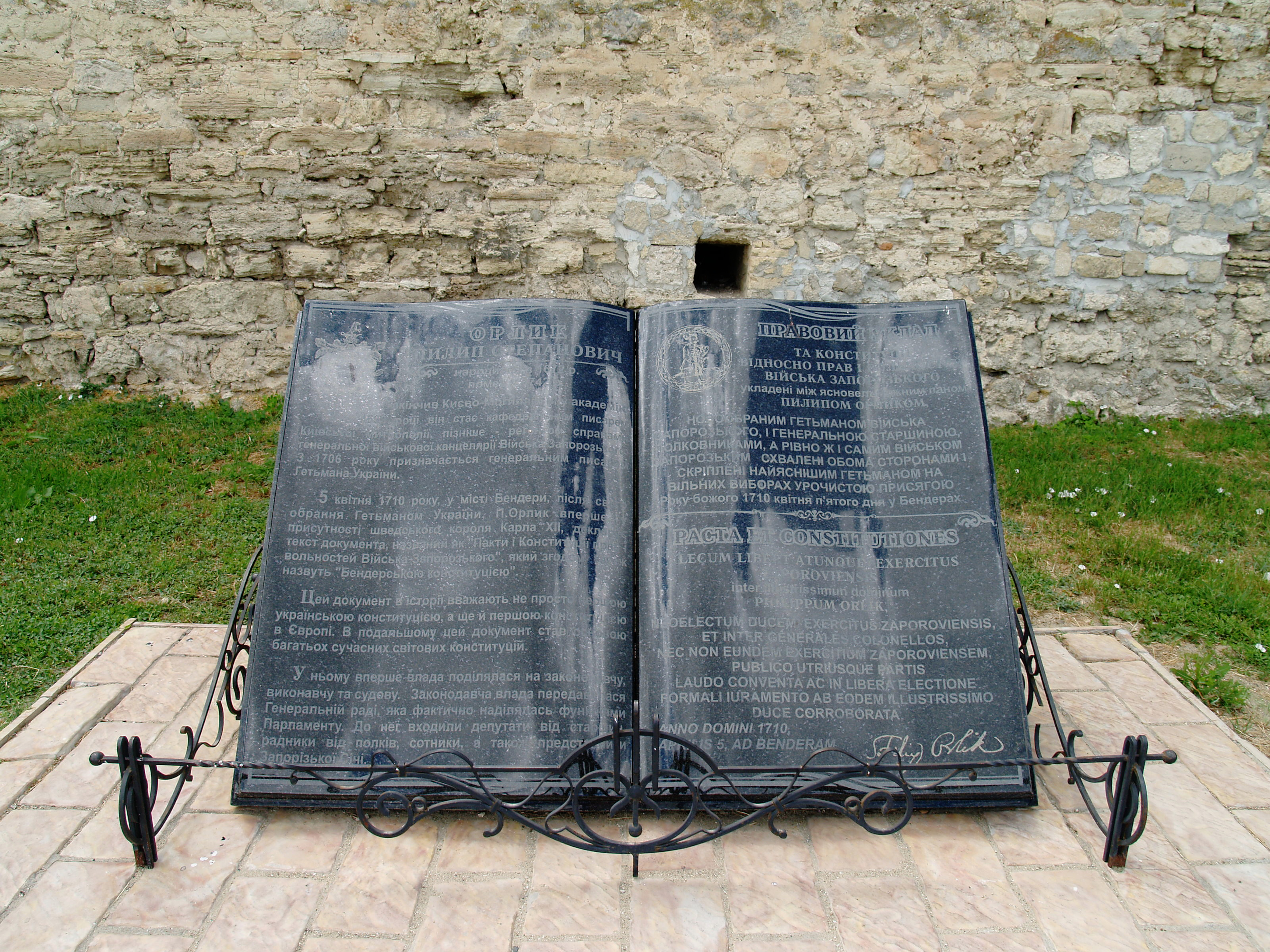
位于宾杰里城的纪念碑

2010年4月9日，为纪念《皮利普·俄尔里克宪法》制定300周年，宾杰里城建立了一座纪念碑，写有乌克兰语和拉丁语的部分原文。2021年乌克兰独立30周年纪念活动中亦有提及此宪法。